# 마그나카르타 (비디오 게임)
마그나카르타는 2001년 소프트맥스사가 개발한 컴퓨터 롤플레잉 게임이다.

## 개요
인간과 야손이 끝없이 반목하고 있는 이페리아 대륙. 전쟁의 끝은 좀처럼 보이지 않고 인간과 야손은 무의미한 소모전을 반복하며 서로에 대한 맹목적 증오만 양산하고 있었다. 소중한 모든 것들을 잃은 자들이 광기에 가까운 집착으로 상대방의 삶을 파괴했고, 그것은 더 많은 이들이 자포자기에 빠져 서로를 증오하게 만들었다.

## 스토리
인간과 야손과의 전쟁 한복판에서 야손에 대한 복수심에 가득 차 있는 칼린츠와 동료들은 우연히 기억 상실증에 걸린 소녀 리스와 만나면서 인간과 야손의 미래가 걸린 대사건에 휘말리게 된다.

## 등장 인물
- 칼린츠(성우: 김영선 / 호시 소이치로)
주인공. 아명은 마노. 23세. 어렸을 적에 고향이 야손에게 파괴되었으며 야손에 대한 증오로 용병이 되어 전쟁에 참가했다. 이윽고 그 활약이 아그레이언의 눈에 띄어 ‘혈루(日.붉은 선풍)’ 결성 시에 대장으로 임명되게 되었다. 야손에 대한 증오로 간혹 노골적인 발언을 하기도 한다. 최후에는 적이 된 아그레이언과의 결투에 임한다.
- 리스(성우: 정미숙 / 호리에 유이)
히로인. 25세. 기억상실증에 걸렸으며 칼린츠를 도와 혈루와 함께 행동하게 된다. 에펜타드를 방문했을 때에 기억이 돌아와 현장에 복귀하게 된다.
- 아그레이언 제이 오웬(성우: 이규화 / 모리카와 토시유키)
칼린츠의 소꿉친구. 아명은 휴고. 26세. 칼린츠에 대해서 절대적인 신뢰를 갖고 있다. 혈루 본부 장군을 맡고 있다. 사령관의 일을 함께 해내고 있으며 사람들로부터 신뢰도 두텁다. 정체는 어둠의 야손의 리더와 인간여자 사이에서 태어난 하프 야손으로 나중에 네이칸이라고 칭하며 구원의 빛을 이용해 모든 종족의 지배를 도모한다.
- 뮨(성우: 이선 / 쿠와시마 호코)
25세. 리스의 쌍둥이 여동생. 리스가 아밀라로 돌아올 때까지 아밀라의 대역을 하고 있었다. 어릴적부터 마음을 품고하고 있던 칼린츠와 보내게 되고 나서는 본래의 밝은 성격을 되찾아 간다. 본명은 뮨 세리나 제크란 제스.
- 아세스(성우: 엄상현 / 미야타 코우키)
18세. 혈루의 멤버로 어렸을 적에 칼린츠에게 도움을 받았기 때문에 진심으로 칼린츠를 존경하고 있다. 소년같은 외모지만 검 실력에서는 칼린츠의 오른팔 수준으로 재능이 있다. 혈루의 무드 메이커 같은 존재.
- 하렌(성우: 이정구 / 야나다 키요유키）
28세. 혈루의 멤버인 열혈한. 머리로 생각하는 것보다도 몸이 먼저 움직이며 난폭한 성격. 약혼자 필리스를 엣센드 지방의 마을에서 롯시의 스틸 하트에게 잃은 것 때문에 혈루에 들어갔으며, 야손에 대한 미움과 원한은 칼린츠를 능가할 정도이다.
- 에오니스 밀란(성우: 문선희 / 유카나)
22세. 혈루의 멤버. 대원 전원과 온화하게 이야기할 수 있는 타입의 여성. 어렸을 적에 부모를 야손에 살해당해 혈루에 들어갔다. 그러나 다른 사람들과는 달리 야손에 대해서의 원한은 없고 전쟁을 끝내려고 노력하고 있다. 냉정한 판단과 명석한 두뇌가 돋보인다.
- 크리스 아크웨이(성우: 손원일 / 오노사카 마사야)
23세. 혈루의 멤버로 자칭 ‘발명가’, ‘마야의 부친’. 발명에 노력을 쏟지만 외형이나 이름은 훌륭한 발명품을 만들어내도 내구성이 없는 고물이기 때문에 발명품에 관한 신용은 적다. 가벼운 성격탓에 문제지만 어머니와 형을 잃었으며 자신을 속이려고 하는 일면도 볼 수 있다. 여자 좋아하는 탓인지 마야에게는 외면당하는 일도 많다.
- 마야(성우: 이지영 / 코마츠 리카)
16세. 혈루의 멤버. 10살 때 가족 전원이 야손에게 습격당하는 끔찍한 광경을 눈앞에서 보았기 때문에 그 충격으로 언어 소실 장애를 입었다. 타인이 베푸는 상냥함 등을 믿지 못할 정도로 심각한 병이지만 혈루, 그 중에서도 특히 크리스나 칼린츠가 베푸는 호의에 의해 서서히 마음을 열기 시작하고 있다. 그러나 게임 중에서 이야기하는 부분은 없다. 동료와는 이심전심하는 사이이다.
- 레하스(성우: 이계윤 / 오카무라 아케미)
22세. 혈루 본부의 오퍼레이터. 성실하고 늘 동료를 생각하지만 사무적인 어조 때문에 주위의 사람들이 잘 알아주지는 않는다. 시벤의 용병대에게 들어가 있었지만 15세 때에 학살자 스데이에 의해 동료들이 몰살되었으며, 유일하게 살아남은 레하스도 치명상을 입어 후유증으로 검을 잡을 수 없게 된다. 혈루의 모두와 함께 싸울 수 없는 것에 대해 분해하고 또 그런 자신에게 무언가 숨기는 멤버들의 태도에 소외감을 갖고 있었다. 스데이의 습격을 받아 목숨을 잃는다.
- 저스티나 본(성우: 지미애 / 토요구치 메구미)
18세. 아마바트의 무녀. 냉정침착하고 결벽증인 데가 있어 차가운 인상을 주지만 본래는 인정이 많다. 10세의 무렵에 야손에게 고향 마을이 습격당하여 부모님과 쌍둥이 자매들을 잃었으며 이 때 신력에 눈을 뜬다. 그 당시 자신의 힘으로 자신만이 살아났던 것이 깊은 마음의 상처가 되어 사람을 믿을 수 없게 되었다. 파괴된 마을에 남아 있는 중에게 발견되어 아마바드 대사원에서 길러졌으며, 라드린느의 모습에 감명을 받아 무녀의 수행에 힘쓰게 되었다. 노력을 거듭해 보통보다 절반의 기간에 정식 무녀가 된 것이 라드린느의 눈에 띄어 리스의 기억을 되찾는 심부름을 받는다.
- 리안나(성우: 이선주 / 미츠이시 코토노)
25세. 전직 용병인 강한 성격을 가진 여성. 20세 때 남편을 몬스터로부터 구한 것을 계기로 행동을 함께 하게 되었으며 그 후 프로포즈를 받고 용병을 그만두었다. 호쾌하고 난폭하며 의리와 인정이 두터운 누님형. 행방불명이 된 아스탈을 찾기 위해서 홀로 여행을 하고 있는 중에 리스 일행과 만나 동료가 되었다.
- 라드린느 밀리아 오웬(성우: 손정아 / 사카키바라 요시코)
44세. 칼린츠의 어머니로 아마바트의 수장인 대무녀. 기품 있는 성격을 갖고 있으며 말투도 따뜻하고 이페리아 대륙을 사랑해 방어의 우술을 사용할 수 있다. 에오니스와 똑같이 전쟁은 하고 싶지 않고 끝내고 싶은 마음을 갖고 있다.
- 라울(성우: 장정진(처음), 표영재(나중) / 코야스 타케히토 )
리스 일행이 여행 도중에 동료로 삼은 유랑 검사. 하늘의 영웅. 스틸 하트를 일격으로 쓰러뜨릴 정도의 힘을 가진다. 구원의 빛의 무서움을 통감하고 있다. 낙천적이고 농담이 많다. 여행지에서 이름을 잘 바꾼다. 본명은 란소니 아벨.
- 아밀라
야손을 진심으로 사랑하는 야손로벤(야손의 왕국)의 여왕. 수도 에펜타드 성에 산다. 마그나카르타를 일으켰으며 그로 인해 잠시 동안 행방 불명이 되지만 그것이 후에 대단한 이야기로 발전해 간다. 후에 리스라고 자칭해 칼린츠와 함께 기억을 소생하는 여행을 떠난다. 본명은 아밀라 리스 리에인 제스. 아그레이언의 대마법으로부터 칼린츠를 구하고 죽는다.
- 오르하 듀란(성우: 성완경 / 쿠로다 타카야)
27세. '프로스트 웜(日.블래스트 웜)'의 리더로 사천왕의 우두머리인 야손 최강의 전사. 명령을 싫어하지만 아밀라 여왕의 명령은 절대적으로 복종하여 충성심도 강하다. 냉정, 침착한 성격으로 그에게 검을 겨눈 자는 살아 돌아갈 수 없다고 하는 말이 있다. 아밀라의 암살을 막은 것 때문에 사천왕 리더로서 활약하고 있지만 아사드와 캐리안의 음모에 의해 반역자로 취급받게 되고 에펜타드에서 내쫓아졌다. 무기는 쌍검으로 마지막 결전에서 칼린츠를 도와준다. 덧붙여 성씨는 아밀라가 붙여 준 것. 패밀리어는 거대까마귀 데스 레이븐.
- 롯시 미드카(성우: 우정신 / 이마이 유카)
17세. 프로스트 웜의 장군으로 사천왕 중 한 명. 오르하를 은밀하게 짝사랑하고 있다. 평상시는 무표정이지만 타인에게 전하는 것이 서투르기만 할 뿐, 본래는 감정 풍부한 소녀이다. 상대가 울든지 아우성치든지 동정하지 않는 냉혹한 성격. 패밀리어는 거대사자 스틸 하트.
- 캐리안 로라(성우: 강희선 / 노다 쥰코)
24세. 프로스트 웜의 장군으로 사천왕의 1명. 야손 일부 족의 족장의 딸. 자기 미모에 자신을 가지고 있으며 자존심 강한 성격이다. 패밀리어는 머리셋달린 뱀 스네이크 아이.
- 아사드 조렌(성우: 장광 / 토비타 노부오)
27세. 프로스트 웜의 장군으로 사천왕 중 한 명. 하렌과 닮아 말보다 먼저 행동하며 인간을 죽이는 것을 좋아한다. 외관에서 알 수 있듯이 몹시 잔인한 성격을 하고 있다. 사천왕 No.2의 자리를 자랑할 정도의 힘을 가졌으며 어조도 성격과 똑같이 난폭하다. 패밀리어는 서큐버스라는 소악마와 같은 짐승.
- 아스탈(성우: 오인성 / 스즈오키 히로타카)
27세. 이페리아의 여기저기를 여행하고 있는 상인이지만 그 정체는 비밀조직 투르보의 리더인 어둠의 야손. 칼린츠의 고향인 풍월림을 멸했기 때문에 칼린츠의 복수심을 산다. 네이칸의 계획을 제일 처음 밝혀낸 남자.
- 스데이(성우: 최원형 / 이시다 아키라)
인간과 야손 사이에 태어난 하프 야손. ‘학살자 스데이’라는 이명을 가졌지만 평소에는 싸움을 싫어하고 잔혹한 상황을 피하는 척 연기하고 있다. 캐리안의 스파이로 혈루 본부를 기습해 레하스를 살해했다.
- 이레인 크레인(성우: 이지영 / 다나카 리에)
8영웅 중 한 명인 물의 영웅. ‘물의 조각’에 의해 무한한 생명을 공급받고 있기 때문에 겉보기에는 18세의 소녀이지만 실제 나이는 68세. 아스탈에게 암살당한다.
- 제카르트 소뮨(성우: 김관철 / 마스타니 야스노리)
칼린츠를 훈련시킨 스승으로 8영웅 중 한 명인 바람의 영웅. 겉보기에는 40대이지만 실제 나이는 75세. 라울과는 라이벌이었다.

## 버그 논란
마그나카르타가 PC용으로 첫 출시되었을 때 곳곳에 버그가 많아서 게임 진행이 거의 불가능해지는 경우가 있었다. 때문에 대량 회수 사태가 벌어지는 등 큰 홍역을 치렀으며, ‘버그나카르타’, ‘버그나 깔았다’, ‘만들다 말았다’ 등의 별명이 붙는 등 그 정도로 많은 비난을 받았다. 이 사태 이후 해당 버그가 대폭 패치되어 현재는 게임 진행이 불가능해질 정도까지는 가지 않는다.